# Horná Streda
Horná Streda je obec v západním Slovensku v okrese Nové Mesto nad Váhom. Žije zde přibližně 1 400 obyvatel.

## Poloha
Obec se rozkládá na pravém břehu Váhu asi 12 km jižně od Nového Města nad Váhom a přibližně 8 km severně od města Piešťany. Vedle obce prochází slovenská dálnice D1.

## Historie
První písemně doložená zmínka o obci pochází již z roku 1263.

## Památky
Nejvýznamnější pamětihodností je barokní kostel Všech svatých z roku 1728, který byl roku 1924 přestavěn a rozšířen. Kostel stojí na místě původního kostelíku z roku 1353.

### Galerie

Horná Streda
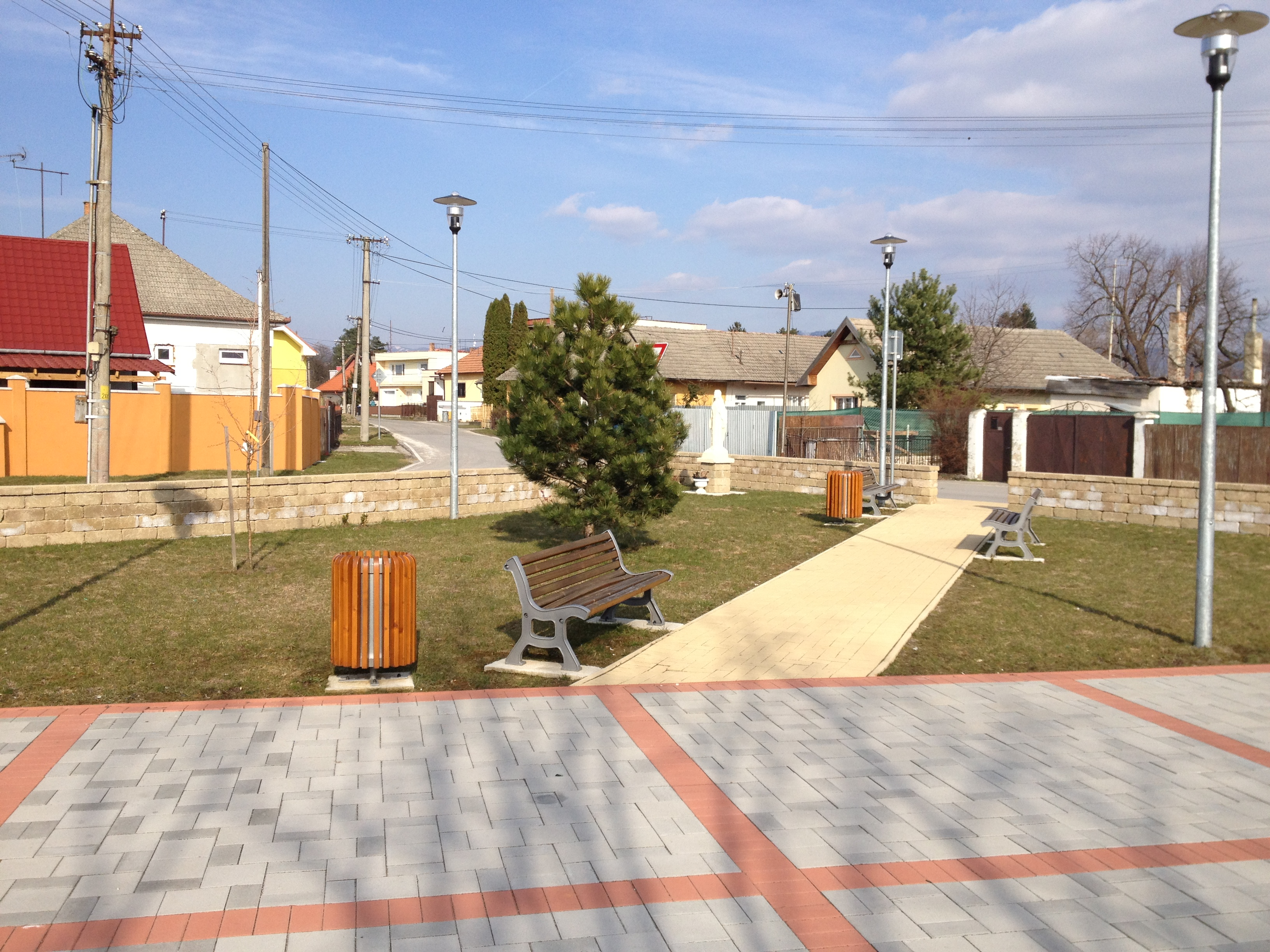
Park
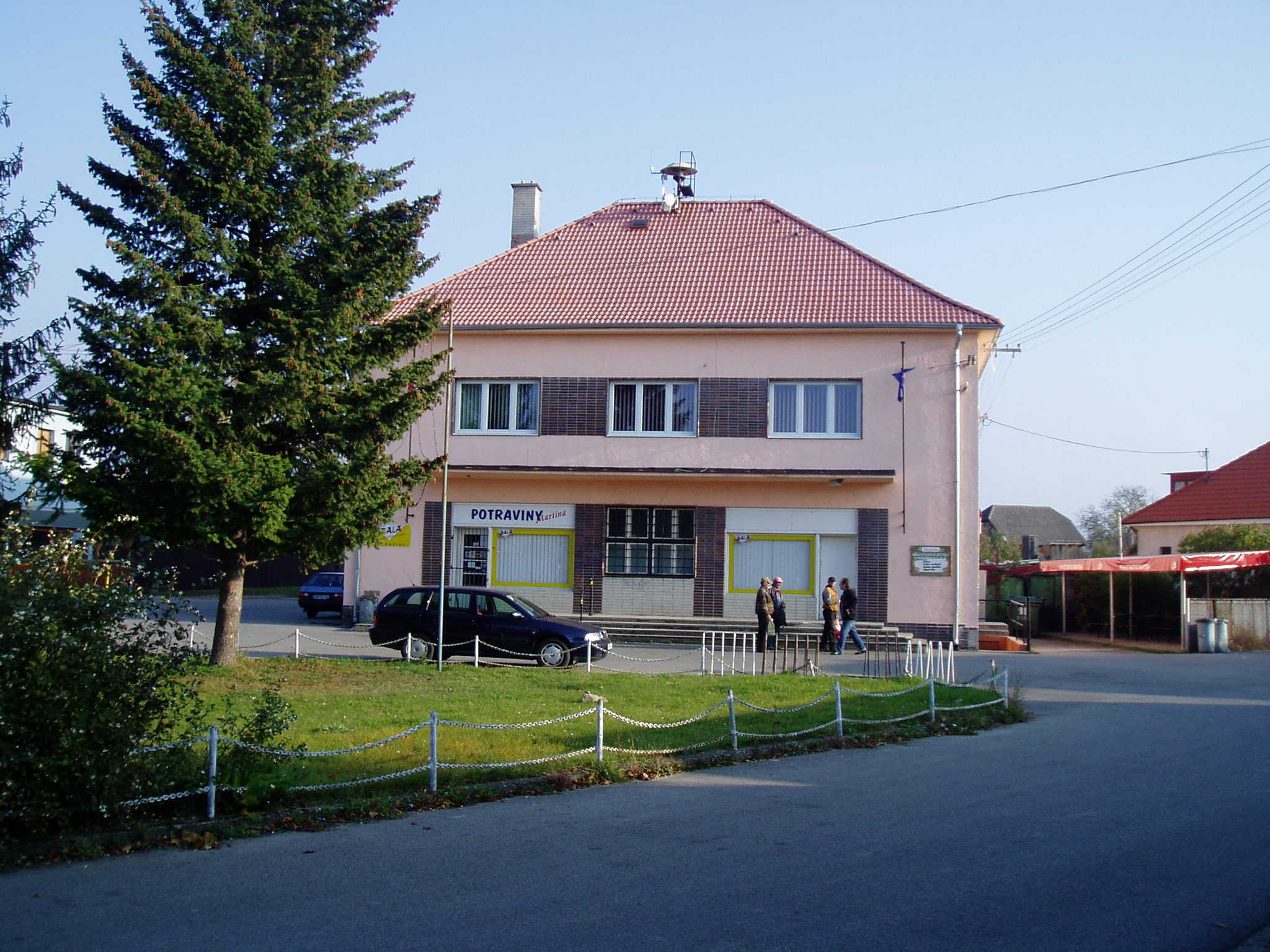
Obecní úřad
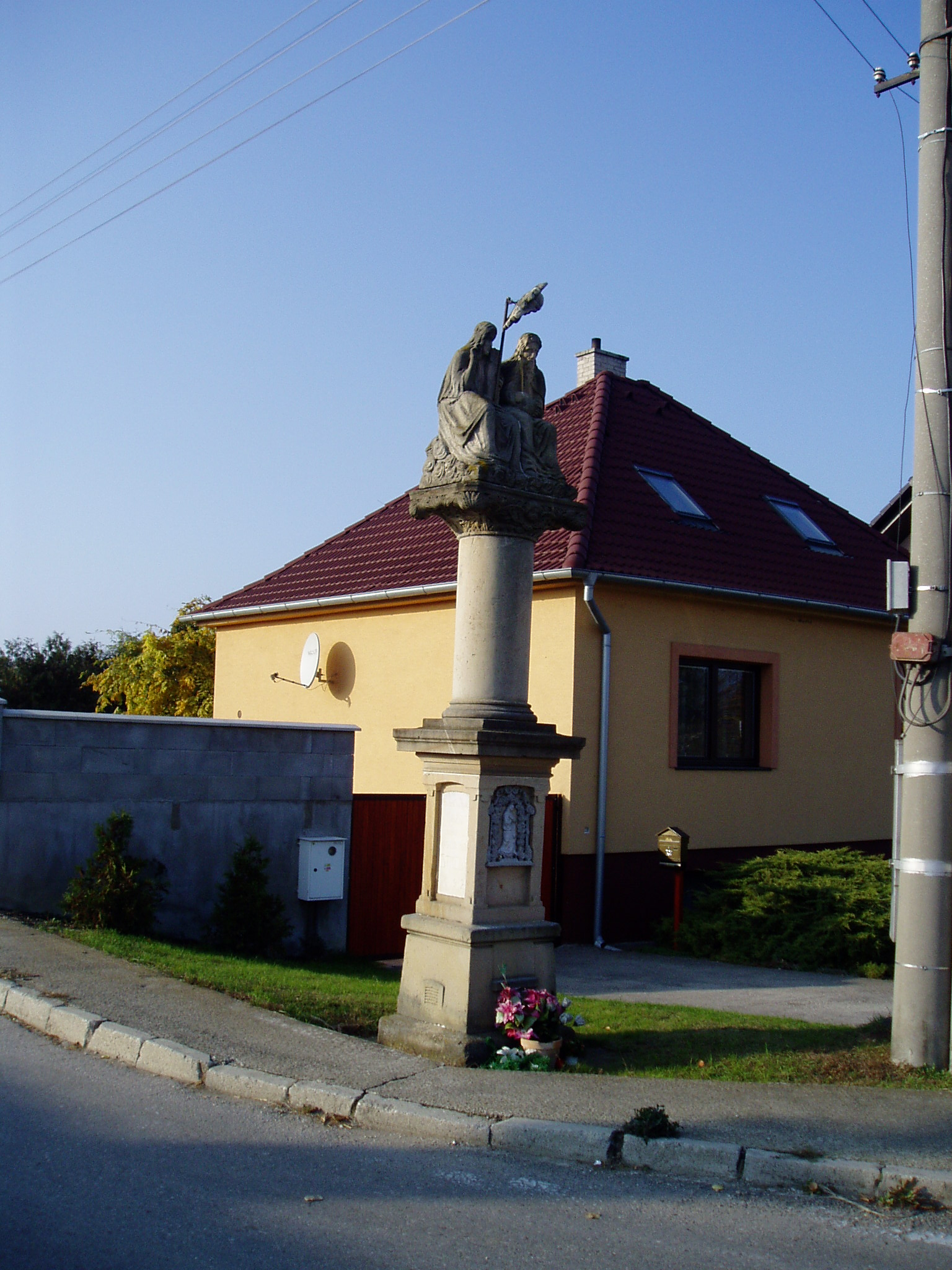
Svatá trojice
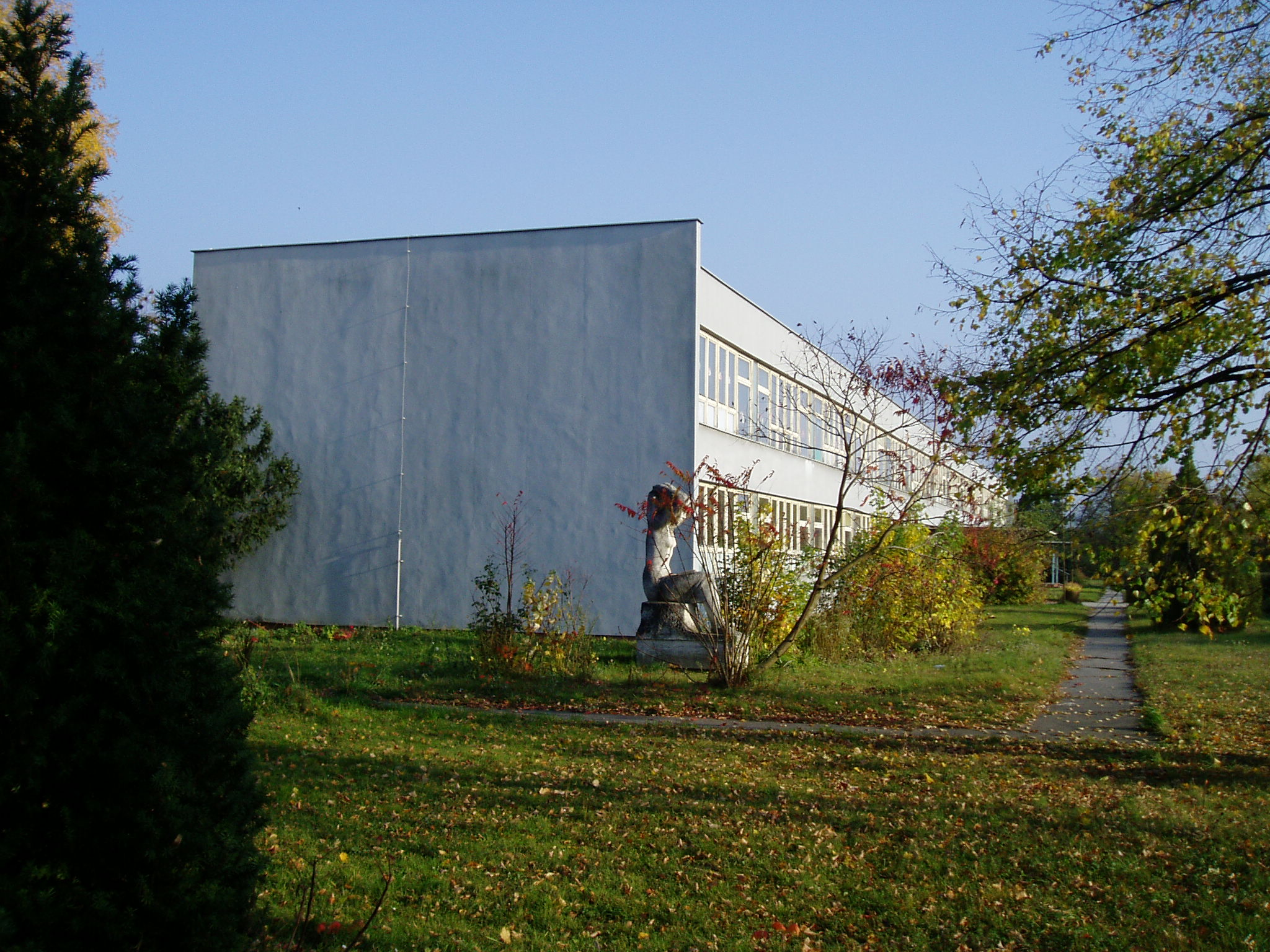
Základní škola
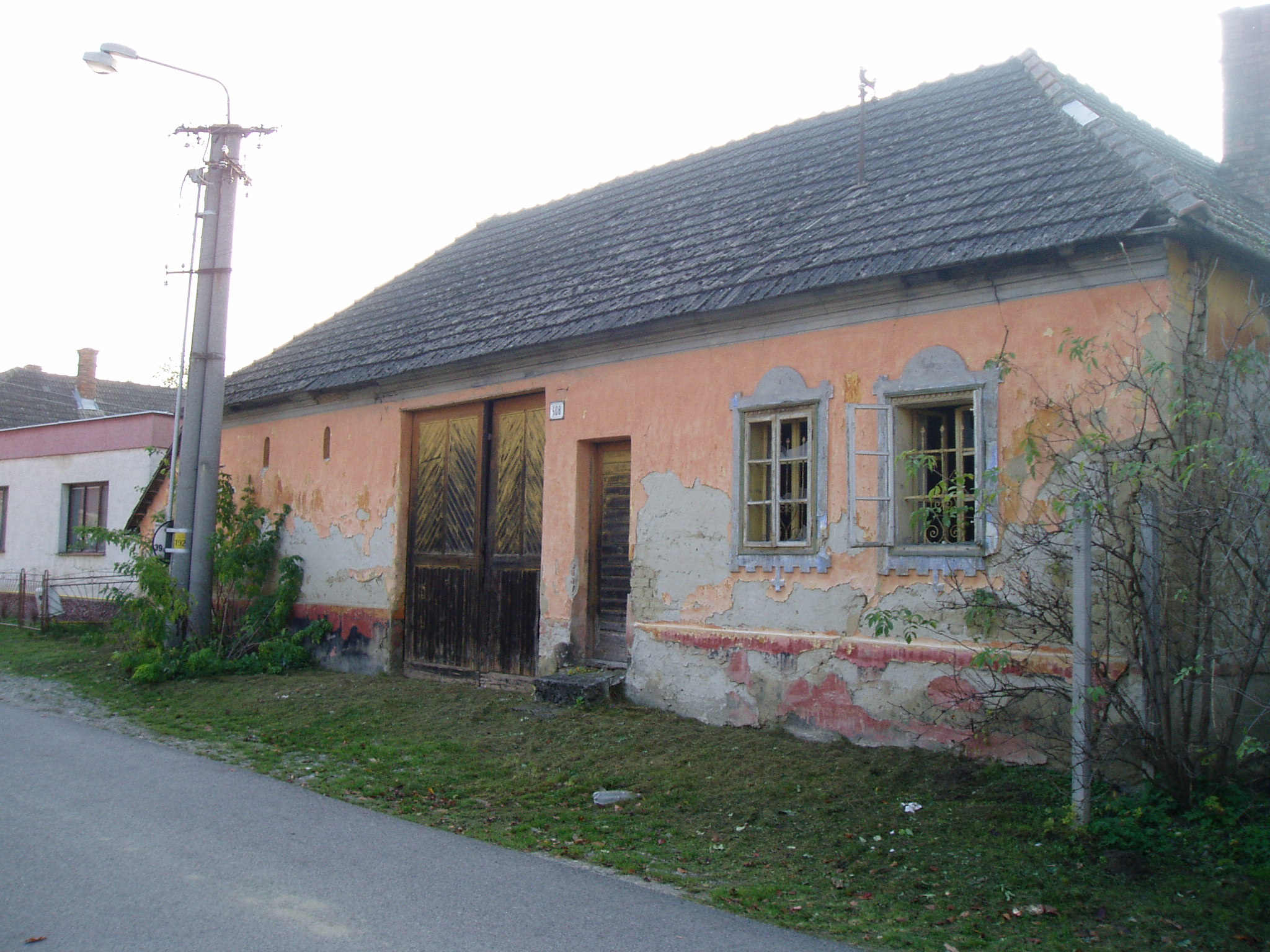
Stavení
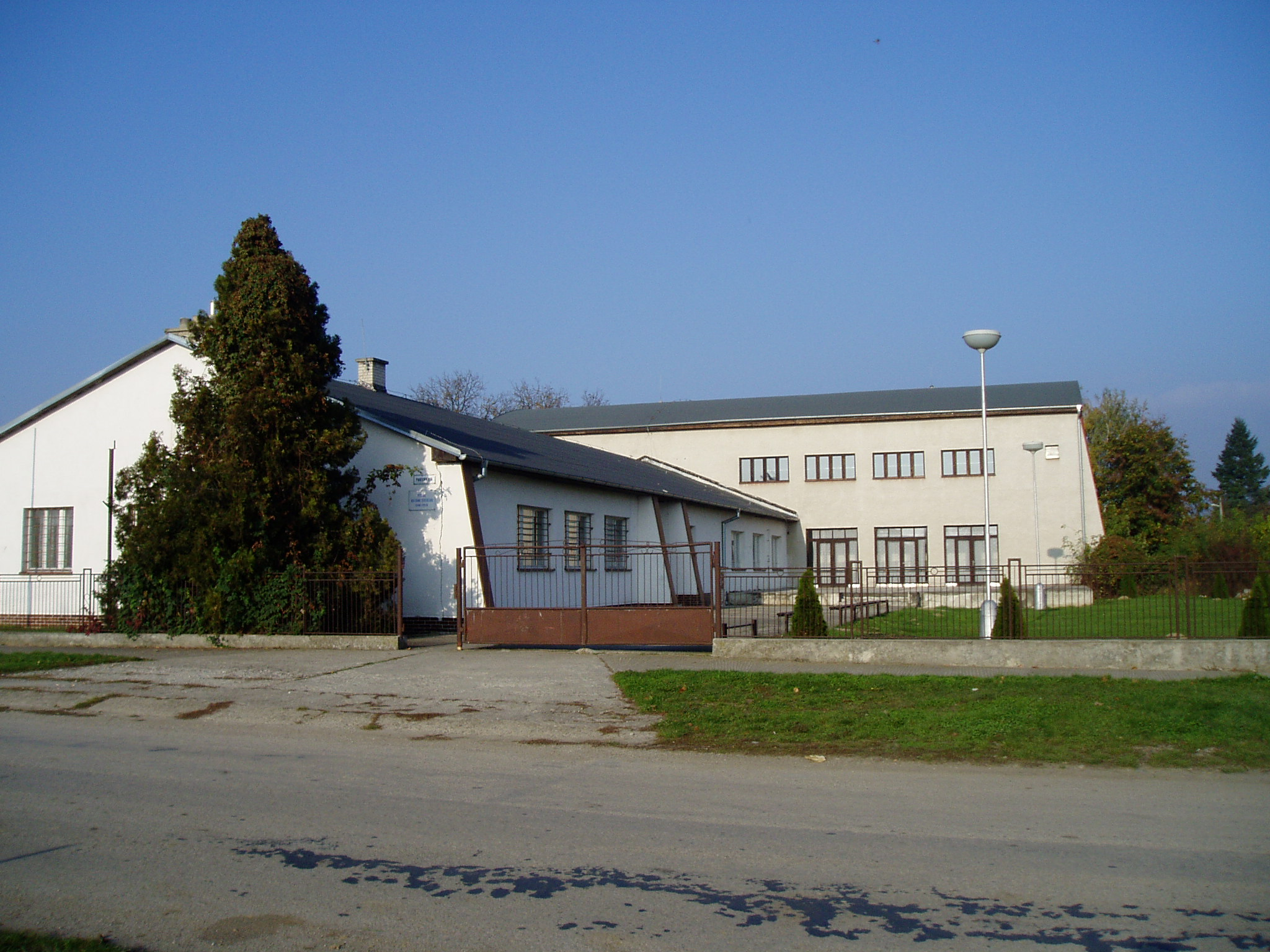
Kulturní středisko